# Basil (film)
Pour plus de détails, voir Fiche technique et Distribution.
Basil  est un film américain réalisé par Radha Bharadwaj et sorti en 1998

## Fiche technique
- Titre original : Basil
- Réalisation :  Radha Bharadwaj
- Scénario :
- Production :
- Musique :
- Pays d'origine : Royaume-Uni
- Langue originale : anglais
- Genre :
- Durée : 113 minutes
- Date de sortie : 1998

## Distribution
- Christian Slater : John Mannion
- Jared Leto : Basil
- Claire Forlani : Julia Sherwin
- Derek Jacobi : Frederick, Basil's father
- Crispin Bonham-Carter : Ralph
- Sarah Hadland : Windermere Hall Chambermaid
- Stephanie Bagshaw : Emma Mannion, John's sister